# Kompositionseffekt
Der Begriff Kompositionseffekt (von Komposition, lateinisch compositio „Zusammenstellung, Zusammensetzung“) beruht auf der Annahme, dass die Zusammensetzung an Schülern der jeweiligen Lerngruppe die Entwicklung eines Einzelnen unmittelbar beeinflusst.

## Äußere Faktoren
Bedingungen wie die räumliche Lage einer Schule, die Attraktivität der Einrichtung und die in der Schule angewandten Leistungsdifferenzierung beeinflussen die Klassenzusammensetzung maßgeblich. Insofern unterscheiden sich die Lerngruppen oder gar Schulen in ihrer Leistung sowie in ihrer sozialen und kulturellen Zusammensetzung.

## Auswirkungen

### Auswirkungen in der Lerngruppe
Der Kompositionseffekt wirkt sich insofern in einer Klasse aus, als die Schüler entsprechend dem Stand der Klasse mehr oder weniger lernen, als sie mit ihren individuellen Lernvoraussetzungen erwartungsgemäß als Leistung erbracht hätten. Der Konsens in den Leistungen des Umfelds wirkt sich also direkt auf die Leistung des Einzelnen aus. Die hinderlichen oder nützlichen Effekte, die hinter einer bestimmten Klassenkomposition vermutet werden, können die Heterogenität bzw. die Homogenität einer Klasse betreffen. Eine Klasse ist also entweder leistungsheterogen oder leistungshomogen.

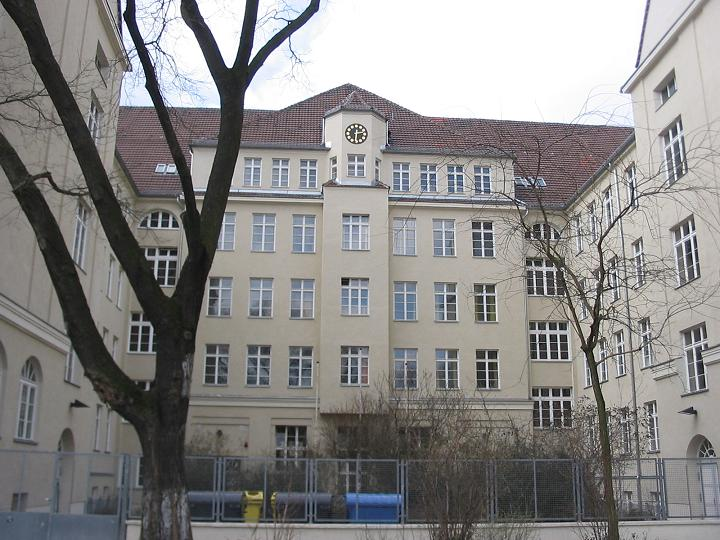
Rütli-Schule, Berlin-Neukölln

### Auswirkungen in der Öffentlichkeit
Nicht nur in Bezug auf einzelne Klassen, sondern auch auf ganze Institutionen ist der Kompositionseffekt erfahrbare Realität. Besonders in der öffentlichen Diskussion haben problembehaftete Einrichtungen wie die Rütlischule Aufsehen erregt. Entsprechende Schulen weisen eine Konzentration von Schülern aus bildungsfernen Familien, ein generell niedriges Leistungsniveau sowie einen hohen Anteil an Wiederholern auf. Die Variabilität in der Zusammensetzung der Schüler ist an Hauptschulen einerseits sehr groß, wird jedoch durch kritische Faktoren beeinträchtigt. An Gymnasien sind dagegen eher geringe Auswirkungen der Klassenkomposition bezüglich des Leistungsniveaus der Schüler feststellbar.